# Virginia Salinas
Virginia Salinas Balmaceda (Cuatro Ciénegas Coahuila; 20 de septiembre de 1861 - Querétaro, Querétaro; 9 de noviembre de 1919) fue la primera dama de México del 1 de mayo de 1917 hasta su muerte el 9 de noviembre de 1919, durante la Revolución Mexicana. Estuvo casada con el líder revolucionario y entonces presidente de México, Venustiano Carranza quién gobernaba México de facto desde 1914 y constitucionalmente desde 1917. 

## Biografía
Nació el 20 de septiembre de 1861, en Cuatro Ciénegas, Coahuila, hija de una familia de terratenientes. Se casó el 12 de mayo de 1882 con Venustiano Carranza, hijo de Jesús Carranza Neira importante militar y político local, la pareja tuvo dos hijas. Virginia se destacó como una mujer influyente durante la Revolución Mexicana y es mencionada en el Diccionario de la Revolución Mexicana. Era una mujer con un alto nivel educativo, algo poco común en la época, y apoyó constantemente a su esposo en todo lo posible para derrotar a Victoriano Huerta y sus fuerzas durante la Revolución Mexicana.

## Muerte
Virginia Salinas de Carranza murió a la edad de 58 años el 9 de noviembre de 1919, en Querétaro, México. Por voluntad de su esposo fue sepultada en el Panteón de los Queretanos Ilustres.